# 鯨魚擱淺

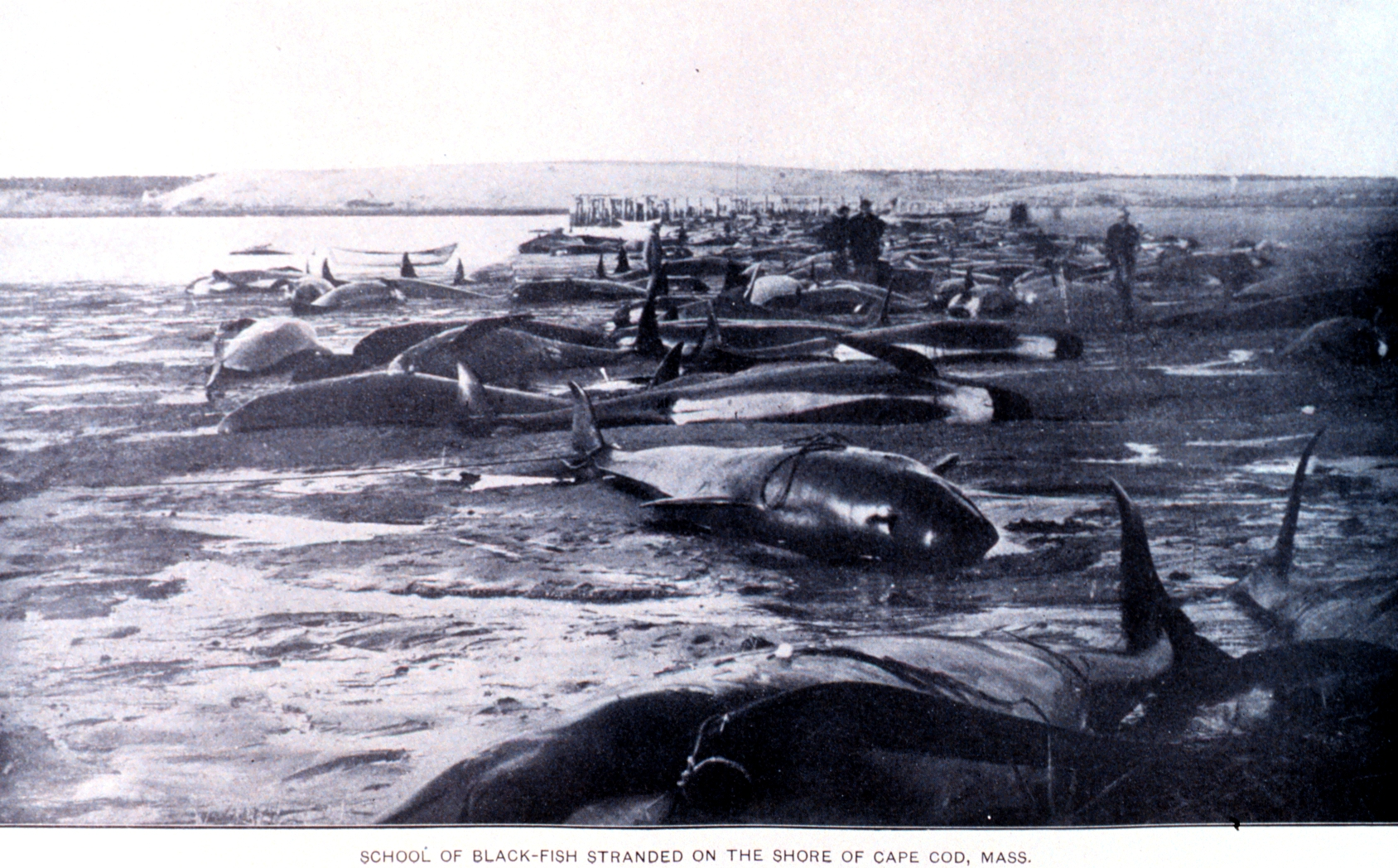
領航鯨集體擱淺

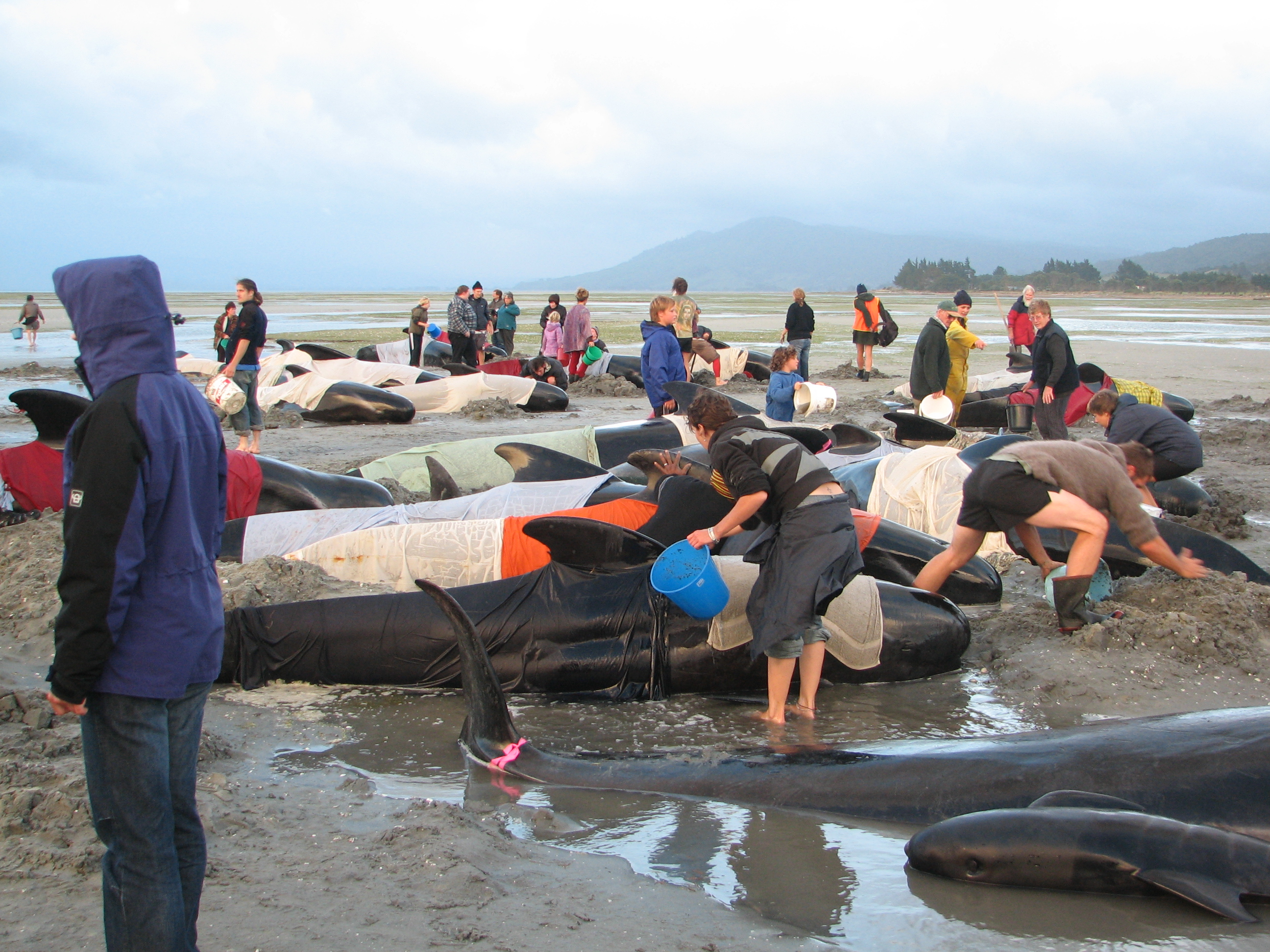
在紐西蘭南島Farewell Split，人類嘗試救援擱淺於海灘的鯨魚

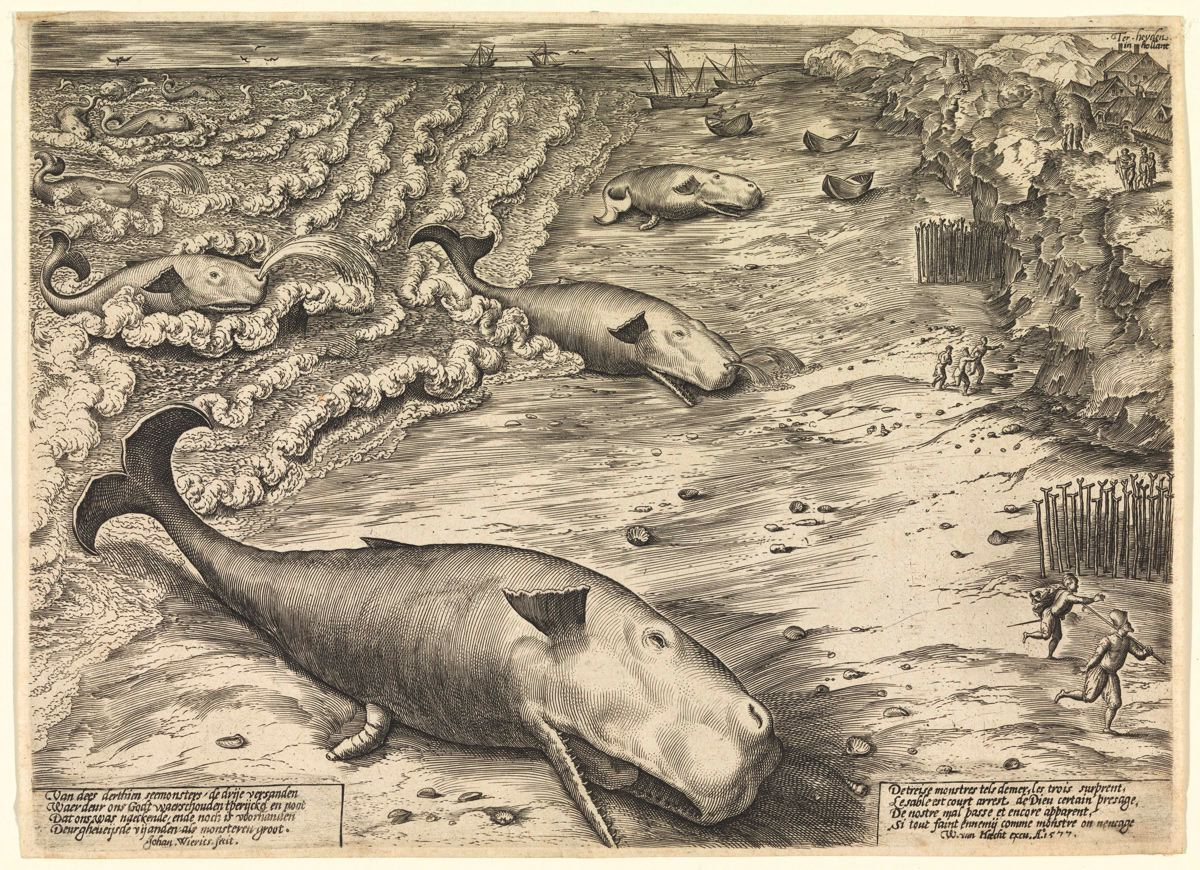
Three Beached Whales, a 1577 engraving by Dutch artist Jan Wierix, depicts stranded Sperm Whales.

鯨豚擱淺指鯨魚或海豚因為某些原因受困於淺灘或停在岸上無法自行游回大海，擱淺的鯨魚或海豚容易因日曬或嚴重脫水、被自己的體重壓迫、水淹入氣孔、甚至本身的疾病而死。
早期人們覺得鯨魚海豚擱淺是一種自然的生老病死的循環，但近年來更多擱淺救援結果發現造成鯨魚海豚的擱淺與人類活動常有關聯，因此投入更多的救助工作。

## 成因
鯨魚海豚擱淺的成因有分自然和人為兩大類，每次的擱淺事件是否能找到確切的原因尚未能完全推論。

### 自然因素
1. 疾病：動物受傷或是生病而無法在海中活動，無力的鯨豚可能會被海流或風吹漂至淺灘而擱淺，也有推測生病的鯨豚有可能主動游向水較淺的區域休息。 有時也會受到大規模的病毒或細菌感染。
2. 迷途：有時候鯨豚追逐魚群或其他食物進入到不熟悉的區域，例如大洋性的糙齒海豚追魚群至蚵架或是港口之後迷路無法找出出口。
3. 回聲定位系統故障：大部份的齒鯨靠著精密的回聲定位作為導航的重要感官，有時因寄生蟲感染，或是其他受傷等導致聽覺器官受損，則無法判斷方向而擱淺。
4. 跟隨群體：例如領航鯨這種社會結構較穩定的鯨豚種類，如果領隊的個體生病上岸，整群鯨魚也會跟著一起上岸。

### 人為因素
1. 漁業混獲
2. 海洋廢棄物
3. 軍事聲納
4. 船隻撞擊
5. 其他：有時候擱淺的原因是上述好幾項累積加成的，鯨豚可能因為疾病活動能力不佳，無法捕抓到足夠的天然食物，就開始吃海洋垃圾，或被漁網纏繞。

越是密集的監測鯨豚擱淺事件的原因，越容易提早發現海洋生態的問題，台灣有許多鯨豚擱淺的案例可供檢視海洋環境的健康。

## 重大鯨豚擱淺事件
- 古典時代晚期：有一頭名叫「波菲利烏斯」的大型鯨魚，在公元6世紀時曾在東羅馬帝國首都君士坦丁堡附近海域騷擾並擊沉船隻（漁船、商船和軍艦）導致人員傷亡。由於對海運航线影響很大，這也驚動了帝國皇帝查士丁尼一世（527年－565年在位），因此他非常想捕获波菲利烏斯，尽管他无法想出办法做到。歷史學家認為這是一頭是一頭體型異常巨大的虎鯨[4][5]或者抹香鯨。[6][7][8][9]最終波菲利烏斯在追逐海豚時在薩卡里亞河河口附近擱淺了，然後遭到當地居民的襲擊被砍成碎片並當場食用。波菲利烏斯的死是记录在案的最早的流氓鲸鱼袭击海员的案例。[10]

- 2015年六月：智利南邊八塔哥尼亞岸邊由生物學家 Vreni Haussermann發現337頭賽鯨集體擱淺而亡[11]，共有302隻屍體與35副骸骨，沒有明顯的外傷或其他致死原因，推測可能與紅潮（毒藻）或其他疾病有關。這是目前最大宗的大型鯨擱淺事件。
- 2015年10月15日：在台湾嘉義東石有一隻十五公尺左右的抹香鯨活體擱淺，經成功大学王建平老師與海巡艦艇等協助拖往外海，但三天後仍死亡飄回八掌溪口[12]。經拖回成大安南校區解剖後發現胃內有大量漁網與塑膠袋，再度引起大眾對海洋廢棄物的重視[13]。
- 2020年9月21日，约470只鲸鱼在澳大利亚塔斯马尼亚西海岸搁浅，超过380只鲸鱼死亡[14]。

## 臺灣鯨豚擱淺處理
臺灣海域（包含台澎金馬，綠島蘭嶼等），每年平均發生45-55次的鯨魚海豚擱淺事件，早期九成以上多為死亡擱淺的通報，標本多交由臺灣大學，成功大學與屏東科技大學與嘉義大學，與國立自然科學博物館，海洋生物博物館，臺灣博物館，台江鯨豚館等處收藏。 由於台灣並無專責的鯨豚擱淺處理單位，因此根據保育法的規定，中央主管機關為農委會林務局，地方由各縣市政府農林漁局或是建設科管轄。每次的擱淺事件亦仰賴地區的海巡與岸巡大隊之官兵，與地方漁會，熱心漁民，釣客，海邊民眾等的熱心幫忙。 發現鯨魚海豚擱淺於岸邊，請撥打免付費電話通報：0928539977 （吾想救救鯨鯨）或通報海巡單位118。